# Palais Anker
Le palais Anker (en serbe cyrillique : Палата Анкер ; en serbe latin : Palata Anker) est situé à Belgrade, la capitale de la Serbie, dans la municipalité urbaine de Stari grad. Construit en 1899, il est inscrit sur la liste des biens culturels de la Ville de Belgrade.

## Présentation

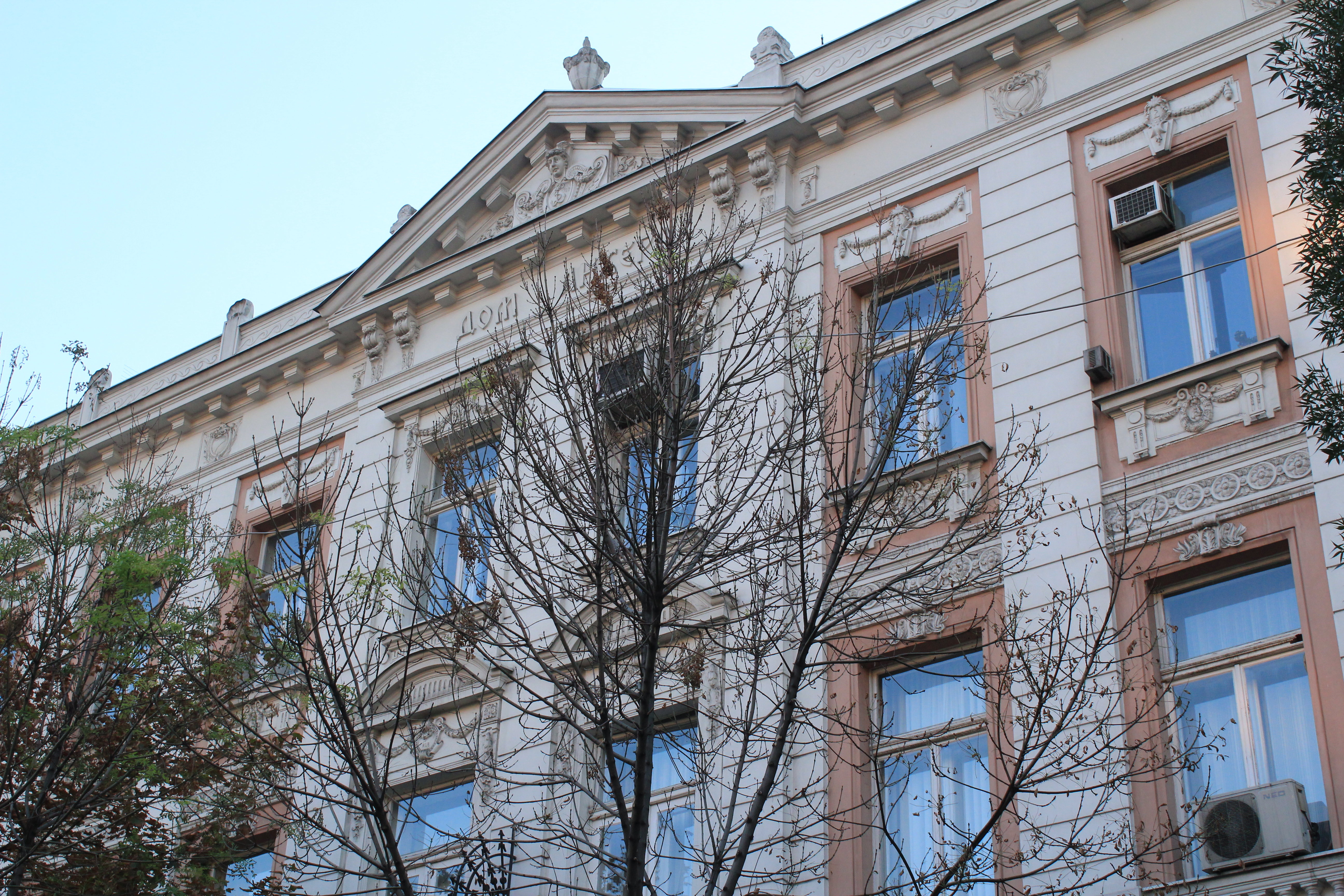
Détail de la façade

Le palais Anker, situé sur Terazije au n° 26, a été achevé en 1899 d'après des plans de l'architecte Milan Antonović. Le bâtiment est constitué d'un rez-de-chaussée où se trouvent des magasins et de deux étages occupés par des bureaux. Il a été construit pour la compagnie d'assurances Anker.
Sur les plans structurels et fonctionnels, le palais appartient à l'architecture de la fin du XIXe siècle et au style académique. Il a été construit, selon la tradition, en briques et mortier et constitue un exemple des travaux architecturaux de Milan Antonović.
Avec le Palais Atina (28 Terazije), l'hôtel Moskva (1 rue Balkanska), la maison d'Aleksa Krsmanović (34 Terazije) et le bâtiment de la banque de Smederevo (39 Terazije), le palais Anker restitue l'ambiance architecturale de l'ancienne place de Terazije, au moment de sa création à la fin du XIXe siècle et au début du XXe siècle.